# Возвращение (Родина)
«Возвращение» (англ. «The Return») — шестой эпизод шестого сезона американского драматического телесериала «Родина», и 66-й во всём сериале. Премьера состоялась на канале Showtime 26 февраля 2017 года.

## Сюжет
Кэрри (Клэр Дэйнс) показывает Конлину (Доминик Фумуса) фотографии, сделанные Куинном, показываю мужчину через улицу, у которого был доступ к фургону Секу в ночь перед взрывом. Конлин беседует с Саадом (Лео Манзари) и подтверждает, что мужчина на фотографиях никоим образом не был связан с Секу. Конлин отслеживает джип на фотографиях Куинна, который зарегистрирован в частной корпорации. В штаб-квартире корпорации он делает вид, что он заинтересован трудоустройством, и узнаёт, что они нанимают бывших федеральных служащих, и что у них доступ к огромному количеству весьма конфиденциальных данных. Конлин присоединяется к выбранной группе на нижних уровнях здания, отделяется от них и расследует пустые офисы. Его обнаруживают и провожают из помещения. Между тем Кэрри навещает Куинна (Руперт Френд), которого доставили в психиатрическое отделение. Кэрри просит у Куинна больше информации о мужчине на фотографиях, но ничего не получает; Куинн расстроен тем, что она помогла полиции арестовать его, и обвиняет её в причастности к заговору.
Сол (Мэнди Патинкин), подозрительный по поводу событий в Абу-Даби, получает отпор в ЦРУ, когда он узнаёт, что не было ордера на наблюдение за Товой Ривлиным. Сол связывается с Виктором, его связным из СВР, запрашивая информацию о недавнем местонахождении Товы. Виктор возвращается к нему с фотографиями тайной встречи Товы с Даром Адалом.
Когда Конлин связывается с Кэрри и сообщает ей о своих открытиях, она идёт к нему домой, чтобы обсудить их выводы. Когда Кэрри прибывает к входной двери, никто не отвечает. Она идет в задний двор, находит приоткрытую дверь, поднимается наверх и находит Конлина, убитого огнестрельным ранением в голову. Кэрри берет оружие из руки Конлина. Мужчина, который заложил бомбу в фургоне Секу, сейчас находится внутри дома с пистолетом и слышит, как заходит Кэрри. Кэрри видит в зеркале, как он идёт за ней, и ей удаётся сбежать.
Избранный президент Кин (Элизабет Марвел), которой надоела её ситуация, просит Марджори (Дебора Хэдуолл) помочь ей тайком сбежать из безопасного места. Кина испытывает давление, когда президент Морс (Алан Дэйл) выступает с призывом к более жёсткой линии к терроризму и добавленным положениям в Патриотическом акте. Тем не менее, Кин не предполагает никаких изменений в её политике, когда её расспрашивает пресса по её возвращении.
Позднее ночью, Куинна накачивают наркотиками, привязывают к каталке, выводят из палаты и погружают в фургон. В задней части фургона, Куинна встречает Астрид (Нина Хосс).

## Производство
Режиссёром эпизода стал Алекс Грейвз, а сценарий написала продюсер Шарлотта Стоудт.

## Реакция

### Реакция критиков
Эпизод получил рейтинг 100%, со средним рейтингом 7.12 из 10, на сайте Rotten Tomatoes, чей консенсус гласит: «„Возвращение“ отвечает на давно назревшие вопросы, но при этом доставляет ещё больше вопросов в этом таинственном, захватывающем эпизоде игры в „кошки-мышки“.»
Аарон Риччио из «Slant Magazine» похвалил режиссуру эпизода, описав его как «визуальный альбом, в котором режиссёр Алекс Грейвз расставляет эпизод так, чтобы укрепить то, с чем Конлин нехотя соглашается: это то, что правда иногда доставляет неудобства.» Ширли Ли из «Entertainment Weekly» дала эпизоду оценку B+, похвалив большинство аспектов, но написала об избранном президенте Кин: «Ёе изолированность и поездка с Марджори потащили эпизод вниз.»

### Рейтинги
Во время оригинального показа, эпизод привлёк внимание 900 000 зрителей.